# Unchained
Unchained é um filme norte-americano de 1955, do gênero drama policial, dirigido por Hall Bartlett e estrelado por Elroy Hirsch e Barbara Hale.